# Габрово
Габрово је град у Републици Бугарској, у средишњем делу земље. Град је и седиште Габровске области и општине Габрово.

## Географија
Град Габрово се налази у средишњем делу Бугарске. Од престонице Софије град је удаљен око 250 km. Град је близу градова: Трјавна (буг. Трявна, 18 km), Дрјаново (буг. Дряново, 20 km) и Севлијево (буг. Севлиево, 27 km).
Област Габрова налази се у северној подгорини планиског ланца Балкан, овде познатог као Шипенски Балкан. Град се котлини на надморској висини од 390-400 m. Кроз град протиче река Јантра.
Клима у граду је континентална.

## Историја
Област Габрова је била насељена у време антике и средњег века. Крајем 14. века овоим подручјем загосподарили су Турци Османлије. Планински карактер подручја и удаљеност од тадашњих средишта којима су господарили Турци натерала је велики број Бугара да овде потраже заклон. Временом је насеље расло бројчано и економски и постало важно стециште развоја бугарског идентитета. Почетком 19. века Габрово је било једно од средишта бугарског народног препорода, а многе градске установе које су тад основане спадају у најстарије такве врсте у земљи.
1860. године Габрово је добило звање града, а 1878. године прикључено је новооснованој држави Бугарској. Крајем 19. и почетком 20. века град је био једно од привредно најјачих средишта у земљи, али је касније, са развојем насеља уз главне државне саобраћајнице, значај Габрова почео да опада. Било је ту 1894. године 7809 становника.

## Становништво
По проценама из 2007. године град Габрово имао је 64.749 становника. Већина градског становништва су етнички Бугари. Остатак су малобројни Роми. Последњих 20ак година град губи становништво због удаљености од главних токова развоја у земљи. Оживљавање привреде требало би зауставити негативни демографски тренд.
Претежна вероисповест становништва је православна.

## Занимљивости
Габрово је члан је ФЕКГ-a (Фондација европских карневалских градова).
У близини Габрова налазе се Етара и Трјавна, градићи са веома добро очуваном балканском архитектуром и урбанизмом.

## Личности
- Васил Априлов — бугарски просветитељ
- Тодор Бурмов — бугарски политичар
- Стефан Влахов Мицов — македонски историчар
- Лазар Нови — бугарски светитељ

## Градови побратими
- Алст
- Сисак
- Митвајда
- Могиљов
- Тун
- Куманово

## Галерија
- Зграда општине Габрово
- Пешачка улица
- Богородичина црква